# Kreativna ekonomija
Kreativna ekonomija je pojam koji se koristi kako bi se opisala rastuća uloga kreativnih industrija, kulturnih sadržaja i kreativne klase u oblikovanju društveno-ekonomskih struktura na globalnom nivou.

## Primeri
Program Ujedinjenih nacija za razvoj objašnjava kreativnu ekonomiju kao holistički koncept sagledavanja razvoja, koji se bavi interakcijom kulture, ekonomije i tehnologije u okviru globalizovanog sveta, kojim dominiraju simboli, tekstovi, zvukovi i slike. 
Drugi pak autori, kreativnu ekonomiju vide kao proces aglomeracije kreativnih delatnosti i prakse i stvaranja kulturno-kreativnih klastera koji pokrivaju šira teritorijalna područja, ili pak kao sistem profesionalnih zanimanja i industrijskih grana usmerenih na proizvodnju i distribuciju kulturnih dobara, usluga i prava intelektualne svojine.
U savremenoj literaturi termini kreativna ekonomija i kreativni sektor ponekad se koriste i kao supstituti u širem i užem značenju , a njima se opisuju svi oni procesi i rezultati nastali kao ishodište stvaralaštva, koje se kreće od kreativnosti materijalizovane u proizvodima čiji je estetski i/ili simbolički karakter ne samo dominantan, već i konstitutivni element, sve do procesa korišćenja umetničkih disciplina i stvaralačkih veština (npr. dizajn, arhitektura, istraživanje i razvoj i sl.) u proizvodnji ekonomskih dobara, kod kojih je estetska i/ili simbolička funkcija sekundarna, ali u potpunosti usaglašena sa njihovom upotrebnom funkcijom.